# La Regenta (escultura)

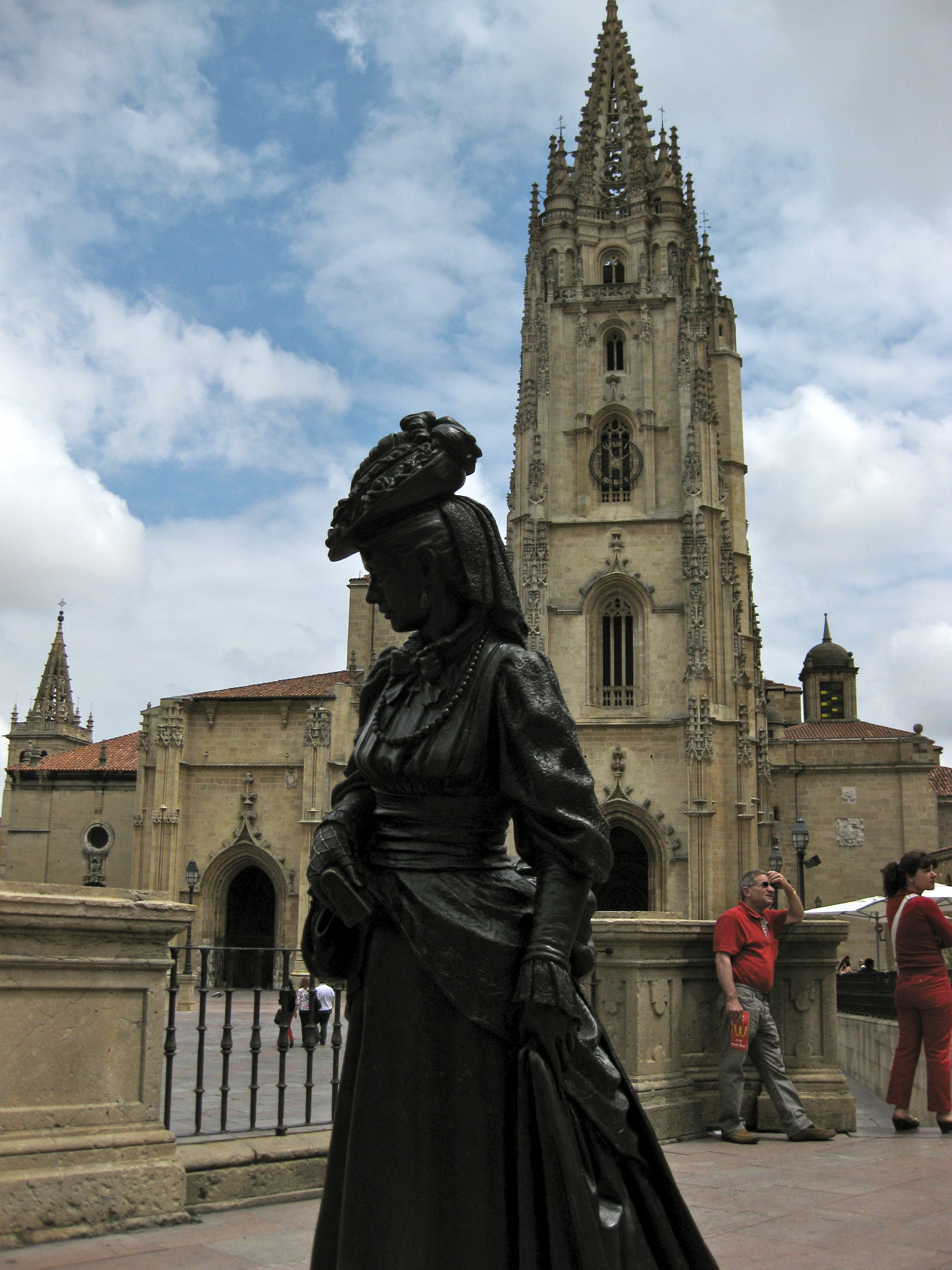
Vista de la estatua de La Regenta con la catedral ovetense al fondo.

La escultura urbana conocida como La Regenta, ubicada en la plaza de Alfonso II, el Casto (frente a la Catedral), en la ciudad de Oviedo, Principado de Asturias, España, es una de las más de un centenar que adornan las calles de la mencionada ciudad española.
El paisaje urbano de esta ciudad se ve adornado por obras escultóricas, generalmente monumentos conmemorativos dedicados a personajes de especial relevancia en un primer momento, y más puramente artísticas desde finales del siglo XX.
La escultura, hecha en bronce, es obra de Mauro Álvarez Fernández, y está datada en 1997. Se trata de una estatua a tamaño ligeramente superior al natural, que recrea a una dama de finales del siglo XIX (representando a Ana Ozores), situada directamente sobre el pavimento, con una placa a los pies. Es un homenaje al personaje y a la obra en general del gran literato Leopoldo Alas «Clarín».